# Dritte Tschechoslowakische Republik
Als Dritte Tschechoslowakische Republik wird die Tschechoslowakei in der Zeit zwischen 1945 und 1948 bezeichnet.
Kurz vor dem Beginn des Zweiten Weltkriegs 1939 verschwand die Tschechoslowakei von der Landkarte Europas (vgl. Zerschlagung der Tschechoslowakei). Die Wiederherstellung der Tschechoslowakei, später inoffiziell auch die Dritte Tschechoslowakische Republik (tschechisch Třetí Československá Republika, slowakisch Tretia Československá republika), war das Resultat der Bemühungen der Exilregierung in London mit den siegreichen westlichen Verbündeten der Anti-Hitler-Koalition Frankreich, Großbritannien und den Vereinigten Staaten.

## Befreiung

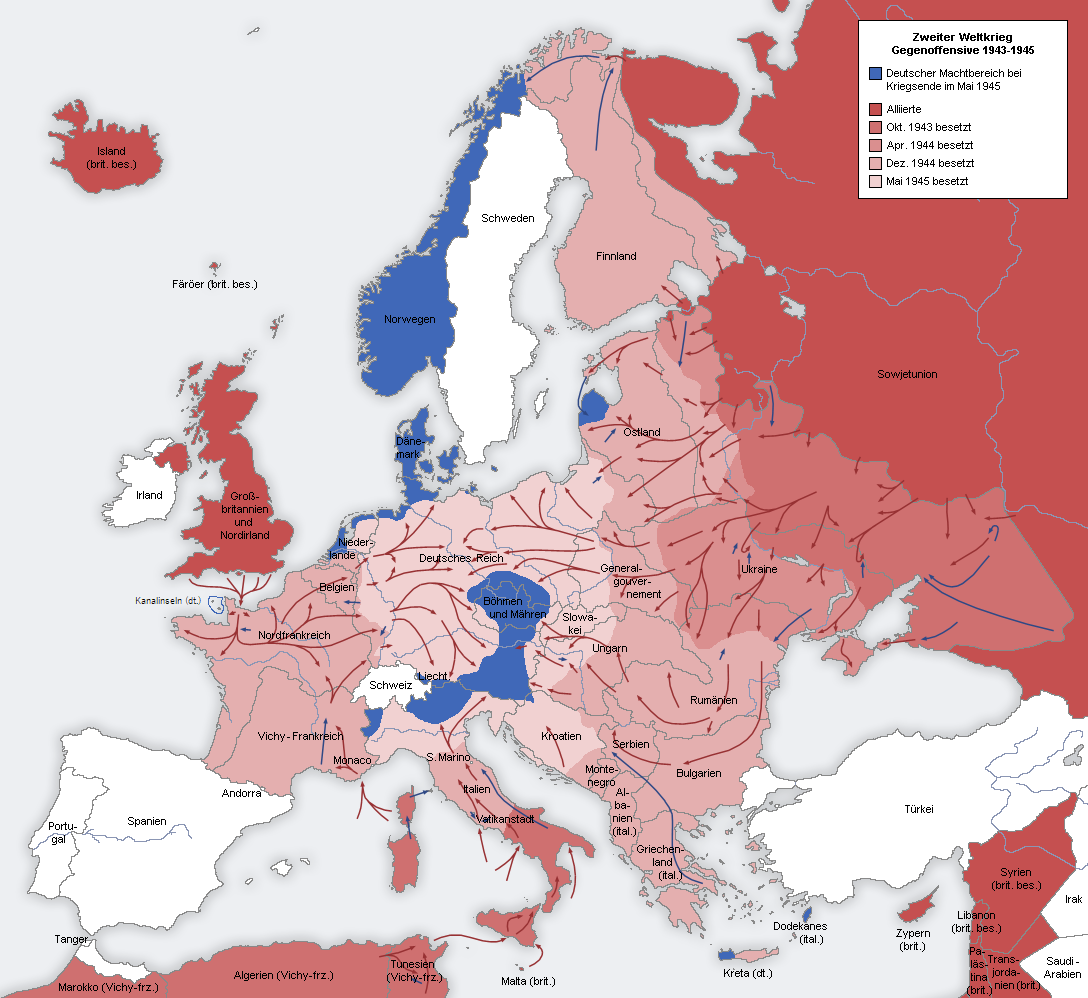
Die Endphase des Zweiten Weltkriegs

Die Dritte Tschechoslowakische Republik wurde, mit intensiver Unterstützung durch die in der Sowjetunion gebildete tschechoslowakische Armee, überwiegend durch die Rote Armee befreit. Diese nahm Bratislava am 4. April und Prag am 9. Mai 1945 ein. Teile West- und Südböhmens wurden durch die 3. US-Armee (General Patton) befreit. In der Hauptstadt kam es zwischen dem 5. und 9. Mai zum Prager Aufstand. Die Besetzung Prags durch die Rote Armee am 9. Mai beendete auch den Kampf des tschechoslowakischen Widerstands gegen das Naziregime.

Darstellung der Angriffsrichtungen 1944–45 (grüne Pfeile zeigen auch die Angriffsrichtung der Roten Armee in Richtung Prag)

Am 4. April 1945 besetzte die Rote Armee Bratislava; ab diesem Zeitpunkt war das gesamte slowakische Staatsgebiet unter sowjetischer Kontrolle. Tiso floh nach Altötting in Deutschland. Die Flucht der restlichen Regierung fand erst am 8. Mai 1945 ihr Ende, als sie in Kremsmünster vor dem XX. US-Corps unter General Walton Walker die Kapitulation unterzeichnete.
Nachdem Berlin am 2. Mai 1945 gefallen war, kam es am 5. Mai zum Prager Aufstand gegen die Deutschen. In der Nacht zum 6. Mai baten die Aufständischen die Alliierten um Unterstützung. Die rechte Flanke der 1. Ukrainischen Front begann den Angriff einen Tag früher als die übrigen Truppenteile, sie erreichte gegen Abend des 7. Mai das nördliche Erzgebirge und griff in die Kämpfe um Dresden ein, das am 8. Mai vollständig besetzt wurde.
Morgens am 7. Mai begannen die anderen beiden Fronten ihre Angriffe. Sie zwangen die 1. Panzerarmee der Deutschen Wehrmacht, der die Einkesselung gedroht hätte, östlich von Olmütz zum Rückzug.
Die 3. und 4. Gardearmee der 1. Ukrainischen Front rückten in der Nacht zum 9. Mai 80 Kilometer vor, nahmen morgens zusammen mit Partisanen die tschechoslowakische Hauptstadt ein und kesselten damit die Hauptkräfte der deutschen Gruppierung nördlich von Prag ein, die am 10. und 11. Mai in Kriegsgefangenschaft gingen.
Am 10. Mai traf die Rote Armee bei Chemnitz und am 11. Mai bei Budweis auf die Amerikaner.

## Territoriale Neuordnung
Die Tschechoslowakei wurde in ihren Grenzen von 1937 wiederhergestellt. Die Karpatenukraine blieb trotz der Besetzung durch die Sowjetunion noch Bestandteil des Staates, bei Bratislava konnten zusätzlich 1946 der sogenannte Pressburger Brückenkopf zu Lasten Ungarns vergrößert und ein 4400 km² großer Landesstreifen im Osten erworben werden. Dies war die größte Ausdehnung der Tschechoslowakei nach dem Zweiten Weltkrieg.

### Bratislavaer Brückenkopf

Karte des Brückenkopfs (slowakisch)

Die tschechoslowakische Delegation wollte auf der Pariser Friedenskonferenz 1946 die Vergrößerung des Brückenkopfes durch die Eingliederung der fünf ungarischen Gemeinden (Rusovce/Karlburg/Oroszvár, Jarovce/Kroatisch Jahrndorf/Horvátjárfalu, Čunovo/Sarndorf/Dunacsúny, Rajka/Ragendorf und Bezenye/Pallersdorf/ kroat. Bizonja) erreichen, um die slowakische Hauptstadt strategisch zu schützen.
Schließlich wurde durch die Friedenskonferenz das fragliche Gebiet im Verhältnis 3:2 geteilt, so dass Rajka und Bezenye bei Ungarn verblieben, während Jarovce, Rusovce und Čunovo zur Tschechoslowakei kamen. Am 15. Oktober 1947 erfolgte dann die Abtretung seitens Ungarn und die Übergabe des 65 km² großen Gebietes an die damalige Tschechoslowakei, die es dem Okres Bratislava V zuschlug. Ein Teil des Brückenkopfs kam jedoch 1947 wieder zu Ungarn.

### Verlust der Karpatenukraine

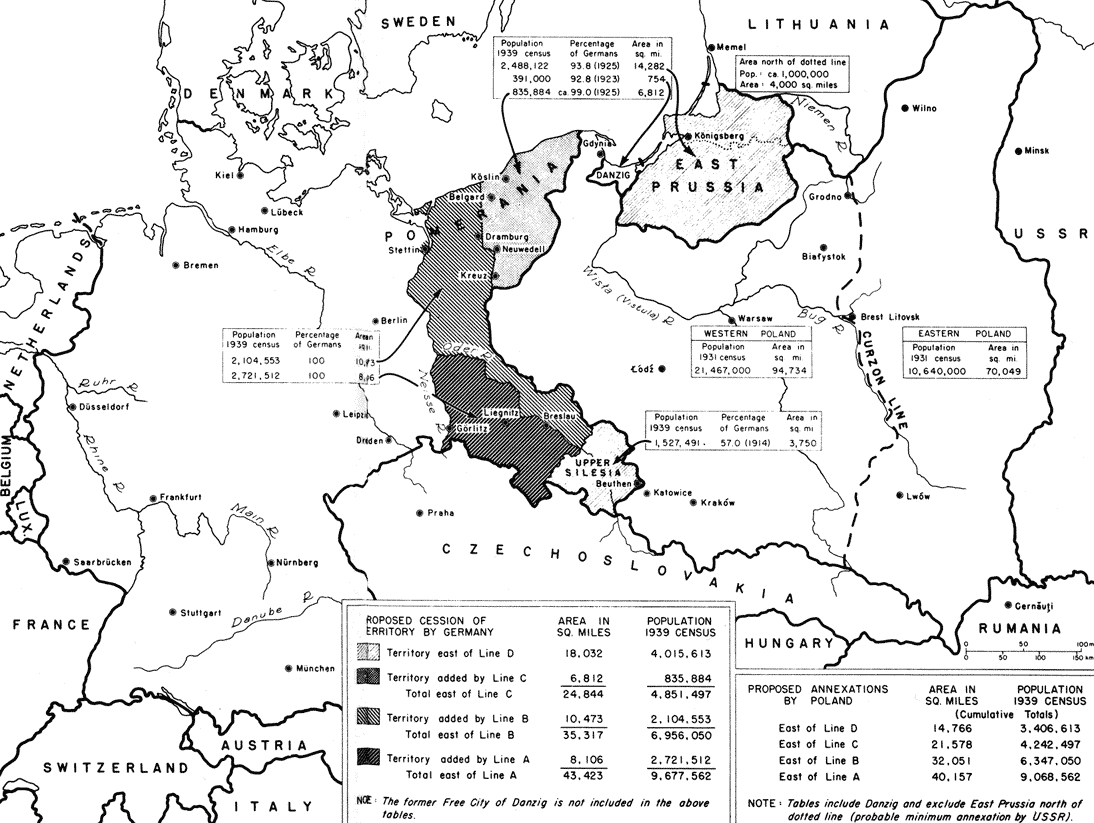
U.S. Department of State, Karte 10. Januar 1945: Germany – Poland Proposed Territorial Changes – Secret („Vorschlag zur Gebietsveränderung – Geheim“), 4 Vorschläge des amerikanischen Außenministeriums genutzt während der Konferenz von Jalta und der Potsdamer Konferenz Grenzverhandlungen, Tschechoslowakei noch mit Karpatenukraine

Das Gebiet der Karpatenukraine war vorläufig wieder Bestandteil der Tschechoslowakei, und es wurde eine tschechoslowakische Delegation in das Gebiet geschickt. Die wirkliche Macht lag jedoch in den Händen der allerorts gebildeten lokalen Nationalausschüsse, deren Kontaktaufnahme mit den tschechoslowakischen Behörden von den Sowjets systematisch unterbunden wurde. Edvard Beneš verbot die Tätigkeit der ungarischen, deutschen und russophilen Parteien sowie der faschistischen Fencik-Partei. Übrig geblieben waren damit praktisch nur die Kommunisten und die Prag-Anhänger. Am 26. November 1944 sprach sich eine Versammlung der Nationalausschüsse in Mukatschewe auf Initiative der Kommunisten von Mukatschewe schließlich für eine Angliederung an die Sowjetunion als „Transkarpatische Ukraine“ aus. Hierbei handelte es sich um eine Entscheidung von Josef Stalin selbst. Nach anschließenden Verhandlungen zwischen der Tschechoslowakei und der Sowjetunion, bei denen die (seit dem Zweiten Weltkrieg teilweise von Moskau aus gesteuerten) Kommunisten aus der Tschechoslowakei Beneš überredeten, das Gebiet an die Sowjetunion abzutreten, wurde vereinbart, das Gebiet 1946 der Sowjetunion zu übergeben. Im Juli 1948 wurde das Gebiet offiziell an die Ukrainische SSR der Sowjetunion abgetreten.

### Grenzen zu Ungarn
Als am 4. April 1945 das Königreich Ungarn von der Roten Armee besetzt wurde, änderten sich die Grenzen zur Dritten Republik nicht, nur die Karpatenukraine und ein noch vor der kompletten Besetzung Ungarns von den tschechoslowakischen Truppen okkupierter Landesstreifen im Osten Ungarns, zwischen der Karpatenukraine und Rumänien, gerieten unter tschechoslowakische Verwaltung. Auf der Pariser Friedenskonferenz von 1946 musste Ungarn die Südslowakei, die es 1938 im Ersten Wiener Schiedsspruch erworben hatte, und den annektierten Teil in der Ostslowakei zurückgeben. Im Gegenzug gab die Tschechoslowakei den ca. 4400 km² großen Landesstreifen 1946 an Ungarn zurück.

## Einwohner
Nach dem Zweiten Weltkrieg hatte die Tschechoslowakei rund 150.000 militärische und rund 418.000 zivile Opfer zu beklagen. Davon waren 350.000 Juden, die im Holocaust umkamen. Ende 1945 wurden rund 100.000 Karpatendeutsche aus der Slowakei vertrieben. Im April und Mai 1945 wurden schätzungsweise 1,6 Millionen Deutsche aus polnisch-Schlesien evakuiert und nach Böhmen und Mähren umgesiedelt. So verblieben im Mai 1945 schätzungsweise 4,5 Mio. Deutsche auf dem Staatsgebiet der Tschechoslowakei. Im Juli 1945 hatte die Tschechoslowakei circa 14.882 Mio. Einwohner. Durch die Zwangsaussiedlung sank die Einwohnerzahl in der Volkszählung 1947 (siehe unten) auf ca. 12,5 Mio. Die Bevölkerungsdichte Betrug ca. 78,9 (1946) Einwohner pro km².

### Situation der Juden

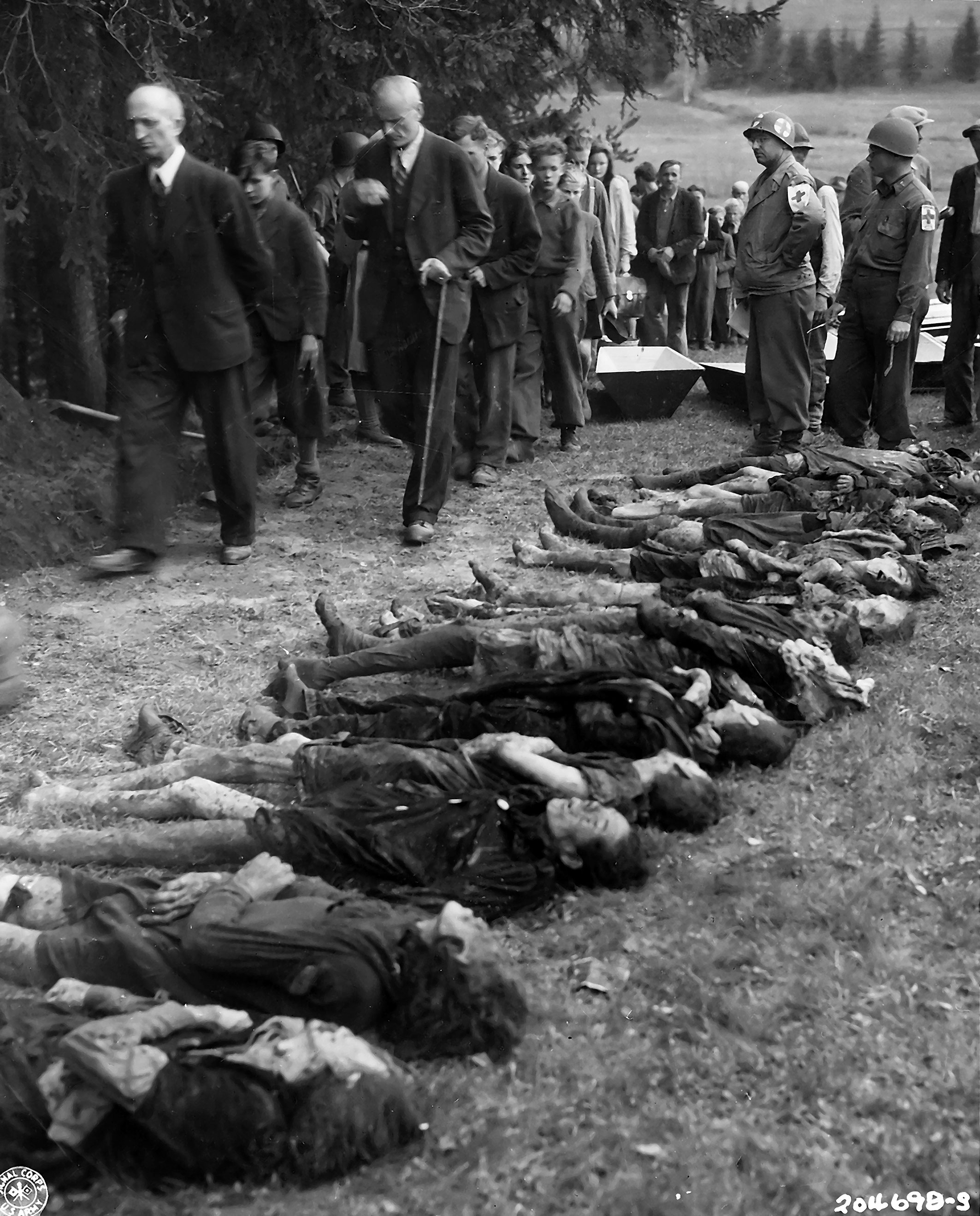
Deutsche Zivilisten werden am 11. Mai 1945 in Volary von US-Militär zum Vorbeigehen an Opfern eines Todesmarsches gezwungen

Die jüdische Bevölkerung der Tschechoslowakei war im Holocaust mehrheitlich vernichtet worden. Im Osten des Landes überlebten nur etwa 15.000 Karpatenruthenische Juden. Als Reaktion auf die Besetzung der Karpatenukraine durch die Sowjetunion entschieden sich rund 8.500 Überlebende Juden für eine Auswanderung aus der Karpatenukraine ins unbesetzte Staatsgebiet und bekamen zwischen 1946/47 die neue Tschechoslowakische Staatsbürgerschaft. Alte Jüdischen Gemeinden, die die Vernichtung überlebt hatten, wurden wiedergegründet. In der Slowakei wurde im November 1946 die Zahl der Juden auf 30.000 geschätzt, wobei 24.000 Personen orthodoxe Juden waren. In den böhmischen Ländern gab es 24.395 Menschen jüdischen Glaubens, davon waren 19.123 orthodox.
Mitglieder der zionistischen Jugendgruppe Mizrahi Bene Akiva (finanziert vom Joint Distribution Committee) unterstützte zusammen mit der wiedergegründeten Jüdischen Partei der Tschechoslowakei die Vorbereitung des Staates Israel.
Dennoch waren die jüdischen Überlebenden mit zahlreichen Schwierigkeiten konfrontiert. Die Mehrheit hatte keine Verwandten mehr und wirtschaftliche Mittel fehlten. Die Rückgabe von Eigentum wurde durch viele Hindernisse erschwert. Zusätzlich wurden zahlreiche Juden, die den Minderheiten angehörten, oft ausgeschlossen und ihnen wurde die Ausreise verweigert. Durch die KSČ wurden in einigen Fällen den Minderheit-Juden der wiedergewonnene Besitz aberkannt. Die neuen Gerichtsverfahren ab 1946 in Bezug auf die Rückerstattung des Eigentums waren oft extrem langsam und wurden meist nach dem Ende der Dritten Republik abgebrochen. Es gab aber auch Fälle, in den deutschsprachige Juden vertrieben wurden. Die Feindseligkeit gegenüber der nicht-tschechoslowakischen Bevölkerung jüdischen Glaubens erreichte im Pogrom von Topoľčany in der slowakischen Stadt Topoľčany, bei dem 47 Juden verletzt wurden, einen Höhepunkt.
Die Kernstruktur für das neue jüdische Leben in der Tschechoslowakei der Nachkriegszeit bestand oft aus jüdischen Religionsgemeinschaften. Im Jahr 1947 hat die Regierung 32 solcher Gemeinschaften in Böhmen (vor dem Krieg gab es 162), 13 in Mähren (vorher 45) und 6 in Schlesien (vorher 11), offiziell anerkannt. Es gab 79 Gemeinden die in der Slowakei wiederbelebt wurden. Das religiöse Leben musste dafür aber stark eingeschränkt werden.
Im September 1945 wurde der Rat der jüdischen Kultusgemeinden in Böhmen und Mähren, unter der Führung von Arnošt Frischer gegründet. Die Organisation war vor allem in der Slowakei aktiv und eine große Unterstützerin von Emanuel Frieder, dem aktivsten jüdischen Unterstützer Beneš’. Da dieser als Staatspräsident den Juden eine neue gesellschaftliche Stellung versprach. Obwohl viele jüdische Verbände im Innenministerium des Landes, um ihre Vorkriegsaktivitäten weiterhin zu behalten, mitbestimmen durften, fehlten den Juden zahlreiche Argumente gegen die antisemitische KSČ, die sich entgegen Beneš’ Kompromiss, auf eine Einschränkung des tschechoslowakischen Judentums vorbereitete.
1948 lebten von den ursprünglich 54.000 Juden in der Dritten Republik lediglich noch 20.000 jüdische Bewohner, mehr als 24'000 Juden wanderten nach Israel und Übersee aus. In der Karpatenukraine gab es ca. 4500 Juden. Der kommunistische Staatsstreich am 25. Februar markierte eine neue Periode in der jüdischen tschechoslowakischen Geschichte.

### Ansiedlung von Roma
Während des Zweiten Weltkriegs wurden zahlreiche Roma aus der Tschechoslowakei durch die Deutschen ermordet. Kurz nach dem Krieg gab es in der Karpatenukraine rund 600 bis 1000 Roma, in Böhmen und Mähren noch rund 600 Roma von vormals etwa 8000. Die erste offizielle Volkszählung 1947 registrierte über 101.190 Roma auf dem Gebiet der Tschechoslowakei (mit Karpatenukraine), von denen 16.752 im tschechischen Landesteil und die restlichen 84.438 in der Slowakei und Karpatenukraine lebten. Das Wachstum der Roma-Bevölkerung im tschechischen Teil wurde durch Ansiedlung aus der Slowakei und der Karpatenukraine verursacht. In der Nachkriegstschechoslowakei wurden zum Ausgleich des Bevölkerungsverlustes slowakische, rumänische und ungarische Roma sowie Roma aus der Sowjetunion in den tschechischen Grenzgebieten angesiedelt, in denen bis dahin Deutschböhmen und Deutschmährer gelebt hatten, sowie in Industriegebieten wie beispielsweise im heutigen Ústecký kraj, im Liberecký kraj oder Moravskoslezský kraj.

### Die Volkszählung 1947
Da die unter sowjetischer Verwaltung stehende Provinz Karpatenukraine und der Pressburger Brückenkopf von der Volkszählung von 1947 ausgeschlossen blieb, wurden vorab noch Daten von 1945 genannt. Im Vergleich mit den Ergebnissen von 1945 zeigte die Volkszählung durch die Vertreibung der Deutschen einen dramatischen Rückgang von Personen an.
Eine weitere sehr augenfällige Veränderung zeigte sich in der Slowakei. Die Anzahl der Roma in der Slowakei stieg, trotz der Emigration nach Böhmen, von knapp 85.000 im Jahr 1945 auf 93.000 im Jahr 1947.
Abgesehen von dieser Ausnahme waren die Zahlen bei den ethnischen Minderheiten generell rückläufig – ein Prozess, der schon das ganze 20. Jahrhundert angedauert hat, aber sich durch nationalistischen Druck, vor allem aber durch die desolaten wirtschaftlichen Verhältnisse der Dritten Republik, beschleunigt haben mag.
Hinzu kam in manchen Gegenden eine Verschiebung der ethnischen Mehrheitsverhältnisse durch die Einwanderung mehrerer Tausend tschechoslowakischer Kriegsflüchtlinge aus Ungarn und den Ostgebieten des Deutschen Reiches zwischen 1945 und 1946 und aus der Provinz Karpatenukraine nach 1945.
Demnach veränderte sich auch das ethnische Bild der Provinz Karpatenukraine und des Pressburger Brückenkopfes, in denen die Volkszählung nicht durchgeführt werden konnte. Gerade in den Gebieten, in denen schon vor 1945 die Magyaren die Bevölkerungsmehrheit gestellt haben, dürfte sich die ethnische Zusammensetzung in Richtung einer ungarischen Homogenität entwickelt haben. Vor 1945 gab es neben der ungarischen Minderheit auch eine starke Minderheit von Sudetendeutschen, die rund drei Millionen ausmachten. Der Bevölkerungsanteil der Juden in Prag blieb stabil.

## Militärische Situation
Am 25. Mai 1945 wurde von der vorläufigen Organisation der tschechoslowakischen Armee, der Tschechoslowakischen Exilarmee eine neue Armee aufgestellt. Dabei handelte es sich um alle tschechoslowakischen Soldaten, die im Zweiten Weltkrieg gegen den Nationalsozialismus an allen Fronten gekämpft und die Alliierten unterstützt hatten. Als die Tschechoslowakischen Korps aus der UdSSR im Oktober 1944 die Karpatenukraine einnahmen, begann das Militär eine Mobilisierung der Bevölkerung des Landesteils und zog fast alle wehrfähigen Einwohner ein. Im Kaschauer Programm wurde die Zusammenarbeit mit der Sowjetunion festgeschrieben.
Im Mai 1945 war die wiedergegründete tschechoslowakische Armee in über 16 Infanteriedivisionen unterteilt. Dazu kamen mehrere Panzerkorps und Artilleriedivisionen. Die Stärke der Armee umfasste im März 1946 ca. 750.000 Soldaten. Jedoch fehlte es an Material und Geld. Nach dem Krieg wurde die Armee zusätzlich mit der Durchführung der Vertreibung der Deutschen beauftragt. 1947 wurde die Armee stark reduziert und eine Reihe von Einheiten verschwand. Nach der Machtübernahme wurden viele Offiziere der Armee entlassen und durch prokommunistische ersetzt. Zusätzlich wurden in politischen Schauprozessen Generäle, die im Zweiten Weltkrieg auf der Seite der Westmächte gekämpft hatten, verurteilt.

### Deutsche Kriegsgefangene
Insgesamt befanden sich 1945 etwa eine halbe Million deutsche Soldaten in tschechoslowakischer Gefangenschaft, davon kamen ca. 130.000 recht schnell wieder in Freiheit. Die restlichen Kriegsgefangenen stellte die Dritte Republik der Sowjetunion zum Wiederaufbau ihres Landes zur Verfügung. Die Tschechoslowakei allein zwang etwa 50.000 Gefangene zur Zwangsarbeit als Minenräumer oder zum Beseitigen der entstandenen Schäden. Einige mussten unter harten Bedingungen im Bergbau arbeiten. Viele konnten erst 1947 in die Heimat zurückkehren. Für solche, die in die sowjetische Kriegsgefangenschaft geschickt wurden, war die Möglichkeit zu überleben schlecht, denn etwa 30 Prozent der an die Sowjetunion ausgelieferten Gefangenen starben. Die letzten Überlebenden kamen erst 1956 nach Deutschland zurück.

### Minenräumungen 1944 bis 1947
Eine der wichtigsten Aufgaben der tschechoslowakischen Armee nach dem Zweiten Weltkrieg war die Minenräumung. So wurden bei landesweiten Minenräumaktionen von 1944 bis 1947 rund 12,5 Millionen Minen und 74 Millionen Stück an Munition (Bomben, Granaten, Patronen etc.) gefunden und vernichtet. Dabei wurden 23.000 Soldaten eingesetzt, wovon 3470 Soldaten bei der Beseitigung ums Leben kamen.

### Waffenproduktion und Aufrüstung
1945 unterzeichneten die ČSR und die Sowjetunion einen Vertrag über die Lieferung von Militärgütern und der Gewährung von Lizenznachbauten in Höhe von umgerechnet 700 Millionen US-Dollar. Zur Gegenfinanzierung betrieb der tschechoslowakische Staat eine starke Waffenproduktion, indem Waffen und Fahrzeuge der ehemaligen Wehrmacht kopiert und dann der Sowjetunion übergeben wurden, was aber zu einer starken Belastung der schwachen Wirtschaft führte. Der Aufbau der Rüstungsindustrie und die weitere Aufrüstung und Modernisierung der wiedergegründeten Armee besonders im Transportwesen diente vor allem zur Verteidigung des Staates. So stieg der Verteidigungshaushalt von 2,4 Milliarden Kronen im Jahr 1945 auf 2,7 Milliarden Kronen im Jahr 1947 was damals das dritthöchste Rüstungsbudget in Europa war. Zum 1. Januar 1948 gehörten der Armee 756.481 Soldaten an und von den 164 aktiven Generalen gehörten 37 zur Sowjetarmee.

### Waffenlieferungen an Israel
Zwischen Juni 1947 und 31. Oktober 1949 lieferte die Dritte Tschechoslowakische Republik und die spätere tschechoslowakische Volksrepublik der israelischen Armee Waffen, dabei waren einige von ihnen ehemalige Waffen der deutschen Wehrmacht, die auf dem Hoheitsgebiet des Staates verblieben waren. Einer der ersten großen Verträge, unterzeichnet am 14. Januar 1948, umfasste eine Waffenlieferung von 200 MG-34-Maschinengewehren, 4500 P-18-Gewehren und 50.400.000 Schuss Munition. Für die Waffen zahlte Israel rund 700 Millionen US-Dollar und erhielt durch den Partner Tschechoslowakei auch Waffen aus der Sowjetunion.

## Jahresgeschichte
| Chronologie 1945–1948 | Chronologie 1945–1948 |
| --------------------- | --- |
| April 1945:           | Gründung der Dritten Republik und Installation der tschechoslowakischen Regierung in Košice                                     |
| 8. Mai 1945:          | Prager Aufstand |
| 28. Nov. 1945:        | Erste Verstaatlichungen von Banken, Versicherungsunternehmen und zwei Dritteln der Industrie                                    |
| 1946:                 | Tschechoslowakische Parlamentswahlen von 1946, die KSČ triumphiert und erhält 93 Sitze im Parlament                             |
| 1947:                 | wirtschaftliche und politische Krise. Auslandshilfe und der Beitritt zum Marshall-Plan wird auf Druck der Sowjetunion abgelehnt |
| 20. Feb. 1948:        | Rücktritt aller Minister |
| März 1948:            | De-facto-Auflösung der Dritten Republik                                                                                         |

### 1945
Die so genannte Dritte Republik (1945–1948) entstand im April 1945. Die Regierung wurde am 4. April in Košice installiert und im Mai nach Prag verlegt, wo eine Koalition der Nationalen Front und der drei sozialistischen Parteien – Tschechoslowakische Kommunistische Partei (KSČ), Tschechoslowakische Sozialdemokratische Partei (ČSSD) und Tschechoslowakische Volkssozialistische Partei (ČSNS) gebildet wurde. Ministerpräsident wurde Zdeněk Fierlinger. Die Slowakische Volkspartei wurde wegen Kollaboration mit den Nazis verboten. Anderen konservativen und demokratischen Parteien wie der Republikanischen Partei wurden bei der Wiederaufnahme der Aktivitäten in der Nachkriegszeit behindert. Als akzeptable nichtsozialistische Parteien in der Koalition galten die Katholische Volkspartei (in Mähren) und die Slowakische Demokratische Partei.
Am 14. Oktober 1945 wurde eine provisorische Nationalversammlung gewählt, welche mit dem langsamen Wiederaufbau der Demokratie begann.
Beneš versuchte die Macht der KSČ einzudämmen, um einen kommunistischen Staatsstreich in der Folgezeit zu verhindern. Dabei war er aber so naiv zu hoffen, dass der demokratische Prozess sich mit einer gerechteren Verteilung der Macht wiederherstellen würde. Beneš hatte ein Bündnis mit der Sowjetunion ausgehandelt, hoffte aber zur gleichen Zeit die Tschechoslowakei als „Brücke“ zwischen Ost und West installieren zu können, und pflegte daher Kontakte mit beiden Seiten. Der Erste Parteisekretär der KSČ Klement Gottwald begann bereits in dieser Zeit mit den Planungen für einen Staatsstreich.
Die Begeisterung, die die Tschechoslowakei den sowjetischen Befreiern entgegengebracht hatte, nutzte die KSČ, um ihr Profil zu formen. Da die Tschechoslowaken wegen des Münchener Abkommens vom Westen immer noch bitter enttäuscht waren, reagierte das Volk zu 30 % positiv auf die KSČ und die Sowjet-Allianz. Die Kommunisten hatten sich als starke Vertretung im Volk verankert und so waren 94 der 120 Vertreter des Zentralrats der Gewerkschaften Kommunisten. Zusätzlich wurden 61,2 Prozent des industriellen Sektors verstaatlicht. Zwischen Mai 1945 und Mai 1946 wuchs die KSČ von 27.000 auf über 1,1 Millionen Mitglieder.

### 1946

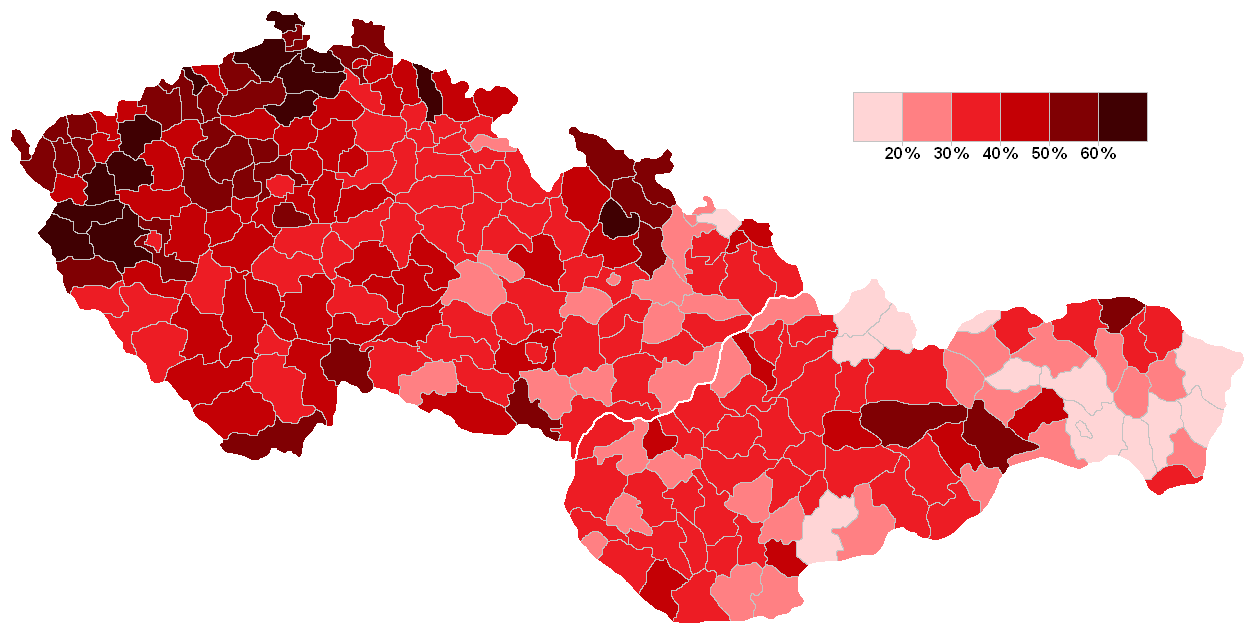
Wähler der Kommunistischen Partei der Tschechoslowakei (nach Prozent) 1946 (ohne Karpatenukraine)

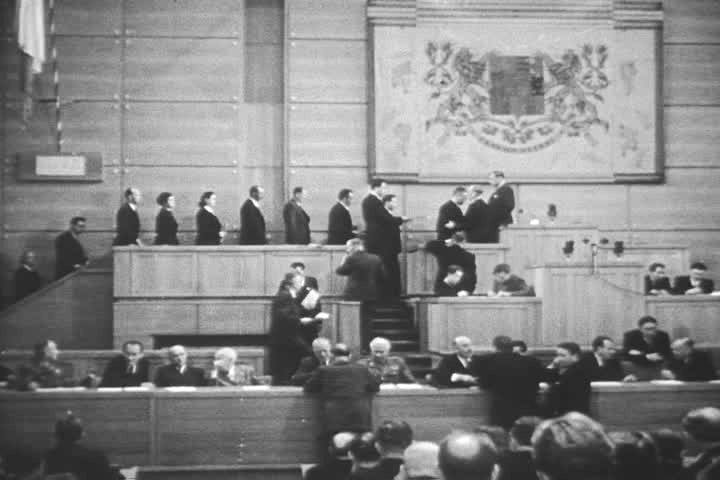
Die erste Regierung tritt an.

In den Wahlen vom Mai 1946 gewann die KSČ im tschechischen Teil des Landes (40,17 %), während die antikommunistische Demokratische Partei in der Slowakei (62 %) gewann. Die KSČ wurde dabei in der Gesamttschechoslowakei mit 38 % die stärkste Partei. Beneš blieb weiterhin Präsident der Republik und Jan Masaryk, der Sohn des Gründungsvaters, weiterhin Außenminister. Gottwald wurde neuer Premierminister und war so in der Lage, die Kontrolle über einige Schlüsselministerien wie das Handels-, Finanz- und Innenministerium (einschließlich des Polizeiapparates) zu übernehmen. Dadurch waren die Kommunisten in der Lage, die nichtkommunistische Opposition zu unterdrücken und schafften so eine Grundlage für die Machtübernahme.
Die Wahlergebnisse im Einzelnen 1946:
| Partei                                                       | Kurzbeschreibung             | Mandats- anteil | Anzahl der Mandate |
| ------------------------------------------------------------ | ---------------------------- | --------------- | ------------------ |
| Komunistická strana Československa (KSČ)                     | tschechische Kommunisten     | 31,05 %         | 93                 |
| Československá strana národně socialistická (ČSNS)           | Volkssozialisten             | 18,29 %         | 55                 |
| Československá strana lidová (ČSL)                           | Volkspartei                  | 15,64 %         | 46                 |
| Demokratická strana (DS)                                     | Demokraten                   | 14,07 %         | 43                 |
| Československá sociálně demokratická strana dělnická (ČSDSD) | Sozialdemokraten             | 12,05 %         | 37                 |
| Komunistická strana Slovenska (KSS)                          | slowakische Kommunisten      | 6,89 %          | 21                 |
| Strana slobody (SSL)                                         | Partei der Freiheit          | 0,85 %          | 3                  |
| Strana práce (SP)                                            | slowakische Sozialdemokraten | 0,71 %          | 2                  |
| gesamt                                                       | gesamt                       | 100 %           | 300                |

### 1947
Die KSČ konnte weiterhin ihre nationale und demokratische Orientierung verkünden. Der Wendepunkt kam im Sommer 1947. Im Juli hatte die tschechoslowakische Regierung, mit der Zustimmung der KSČ, eine Einladung zur Teilnahme am Marshallplan angenommen. Die Sowjetunion reagierte sofort auf den tschechoslowakischen Schritt: durch Stalin genötigt, zog die KSČ ihre Entscheidung zurück. In den darauffolgenden Monaten zeigte die Partei eine deutliche Radikalisierung ihrer Taktik. Die KSČ argumentierte, dass ein reaktionärer Putsch unmittelbar bevorstehe und sofortiges Handeln notwendig sei, um ihn zu verhindern. Durch Medien und Polizei intensivierte sie ihre Aktivität. An einer Sitzung der KSČ wurde im November 1947 das neue Parteiprogramm im ganzen Land bekanntgegeben. Außerdem geriet der Staat im Herbst durch die schlechten Ernten und die Nichtannahme der Marshallplanhilfen in wirtschaftliche Probleme. Die USA und Kanada boten kostenlose Nahrungsmittellieferungen an; die KSČ veranlasste aber den Kauf von Getreide und Kartoffeln in der Sowjetunion und verstärkte dadurch die wirtschaftliche Abhängigkeit.

### 1948
Im Januar 1948 waren fast alle wichtigen Posten im Innenministerien der Tschechoslowakei kommunistisch kontrolliert; in den tschechoslowakischen Sicherheitskräften wurden Nicht-Kommunisten durch Kommunisten ersetzt. Gleichzeitig begann die KSČ mit neuen Verstaatlichungen.
Eine Regierungskrise fiel mit dem Februarumsturz zusammen. Der KSČ gelang es, mit dem Ministerium des Innern und der Polizei- und Sicherheitskräfte, die Nicht-Kommunisten zu unterdrücken. Darauf forderten andere nicht-kommunistische Parteien einen Stopp dieser Unterdrückung. Darum traten am 20. Februar die Volkssozialisten aus Protest aus dem Kabinett aus. Die Katholische Volkspartei und die Slowakische Demokratische Partei folgten.
Die zwölf nichtkommunistischen Minister traten zurück, um Beneš dazu zu bewegen, vorgezogene Wahlen durchzuführen, da große kommunistische Verluste durch die jüngste fehlgeschlagene KSČ-Taktik erwartet wurden. Eine Umfrage im Januar zeigte einen Rückgang der kommunistischen Wahlunterstützung von über 10 Prozent. Die Volkssozialisten zogen aus dem Parlament ohne ausreichende Absprache mit Beneš aus. Die demokratischen Parteien machten sich aber nicht die Mühe, die Unterstützung der Bevölkerung zu sichern. Die Tschechoslowakische Armee blieb trotz der großen Gefahr neutral.
Am 25. Februar trat Beneš, vielleicht aus Angst vor einer sowjetischen Intervention, zurück. Er nahm den Rücktritt aller Minister an und ernannte ein neues Kabinett aus einer von Gottwald vorgelegten Liste. Das neue Kabinett wurde von Kommunisten und pro-sowjetischen Sozialdemokraten dominiert. Dieser Akt markierte den Beginn der kommunistischen Herrschaft in der Tschechoslowakei und beendete die Dritte Republik.
Nachfolgestaat wurde die Tschechoslowakische Volksrepublik.

## Politik
Die Politik der Dritten Tschechoslowakischen Republik war abhängig von der Sowjetunion. Vorbereitet wurde diese Entwicklung von der KSČ, die während des Krieges im Moskauer Exil war. Die damalige öffentliche Stimmung war auf die Befreiung und das Ende NS-Deutschlands fixiert und stark pro-sowjetisch eingestellt. Das ursprüngliche Viel-Parteien-System wurde stark reduziert, so dass es schließlich vier Parteien in Tschechien gab – die stärkste war die Kommunistische Partei KSČ, die in den Wahlen im Jahr 40,17 % der Stimmen gewonnen hat, gefolgt von der sozialdemokratischen ČSNS mit 23,36 %, der Tschechoslowakischen Volkspartei ČSL mit 20,24 % und der volkssozialistischen ČSDSD mit 15,58 %.
Nach den Wahlen wurde Klement Gottwald zum Ministerpräsidenten des Landes. Zahlreiche bürgerliche Reformen wurde durch die Abschaffung des Privateigentums und die Gewährleistung einer Monopolmacht außer Kraft gesetzt. Bereits im Oktober 1945 wurde die Verstaatlichung der großen Mehrheit der Industrieunternehmen, Banken und Versicherungen durchgeführt. Am 1. März 1947 wurden allein mehr als 3000 Unternehmen verstaatlicht, in denen 61 % der gesamten Landesbevölkerung beschäftigt wurden. Auch in der Landwirtschaft gab es zahlreiche politische und wirtschaftliche Veränderungen; in dieser Zeit wurden große landwirtschaftliche Unternehmen verstaatlicht. Der Februarumsturz setzte automatisch alle anderen politischen Parteien und Meinungen außer Kraft und markierte den Beginn des Kalten Krieges. Nach Beneš’ Rücktritt starb Jan Masaryk im Dritten Prager Fenstersturz und beendete die Ära der Familie Masaryk.

### Außenpolitik
Für das Schicksal der Dritten Republik war ihre Außenpolitik von entscheidender Bedeutung. Die Regierung der Nationalen Front sprach sich für eine enge Allianz mit der Sowjetunion aus. Obwohl die Idee einer Brücke zwischen Ost und West von einem großen Teil der Bevölkerung Zustimmung fand, war sie nicht das Ziel der Außenpolitik Jan Masaryks. Der Staat geriet durch dieses Versäumnis nach und nach unter die Herrschaft der Sowjetunion. Dieser Umstand bestimmte die Haltung der Tschechoslowakei ab 1947. Da die Vereinigten Staaten begannen, ihren Einfluss auf Osteuropa auszudehnen, reagierte die Sowjetunion und versuchte immer stärker, die Tschechoslowakische Regierung zu beeinflussen. Die tschechoslowakische Regierung lehnte als Folge 1947 die Teilnahme am Marshallplan ab. Stalin sagte dazu, die tschechoslowakische Beteiligung am Marshallplan wäre ein Akt, der gegen die Sowjetunion gerichtet sei.

#### Beziehungen zur Sowjetunion
Im Dezember 1943 wurde ein neuer Bündnisvertrag für die nächsten 20 Jahre in Moskau unterzeichnet. Er garantierte die militärische Unterstützung bei der Befreiung der Tschechoslowakei und versprach eine militärische Zusammenarbeit zwischen den beiden Ländern. Die Rote Armee befreite von 1944 bis Mai 1945 den Großteil des tschechoslowakischen Staatsgebiets, nur in Böhmen besetzten US-amerikanische Truppen ein Gebiet westlich der Linie Graslitz-Pilsen-Krummau. Als Ergebnis der Pariser Friedenskonferenz 1946 und der Westverschiebung Polens grenzte die Sowjetunion nun direkt an die Tschechoslowakei. Nach dem Krieg gab die Sowjetunion der Dritten Republik einen großen Kredit und übte damit und über die steigende Macht der KSČ einen starken Einfluss auf die tschechoslowakische Außenpolitik aus. Zugleich wurden die nicht-kommunistischen Parteien in der tschechoslowakischen Regierung systematisch in ihren Aktivitäten unterbunden. Die enge Bindung an die Sowjetunion war das wichtigste Ziel der Außenpolitik der Dritten Republik.

#### Beziehungen zu den Westmächten
Nach dem Zweiten Weltkrieg entwickelten sich die Beziehungen der Tschechoslowakei zu den Westmächten spannungsreich. Zwar wurden wieder die normalen diplomatischen Beziehungen zu den Vereinigten Staaten von Amerika aufgenommen, waren aber des Öfteren auch angespannt.
Die Beziehungen zu Großbritannien und Frankreich wurden, trotz des Widerstandes der eigenen Bevölkerung aufgrund ihrer Erfahrungen mit der Appeasement-Politik, wieder aufgenommen. Nach dem Kriegsende unterstützten britische Politiker wie Winston Churchill die Tschechoslowakei und protestieren gegen den Verrat des Münchner Abkommens, was eine Verbesserung der Beziehungen zur Folge hatte. Mit dem einstigen Bündnispartner Frankreich blieben die Beziehungen bis 1946 unterkühlt. Eine Wende kam 1947 mit dem Marshall-Plan. Frankreich und Großbritannien sprachen sich deutlich für einen Beitritt der Tschechoslowakei aus. 1948 froren die neuen tschechoslowakischen Machthaber die Beziehungen zum Westen vorerst ein.

#### Beziehungen zu Israel

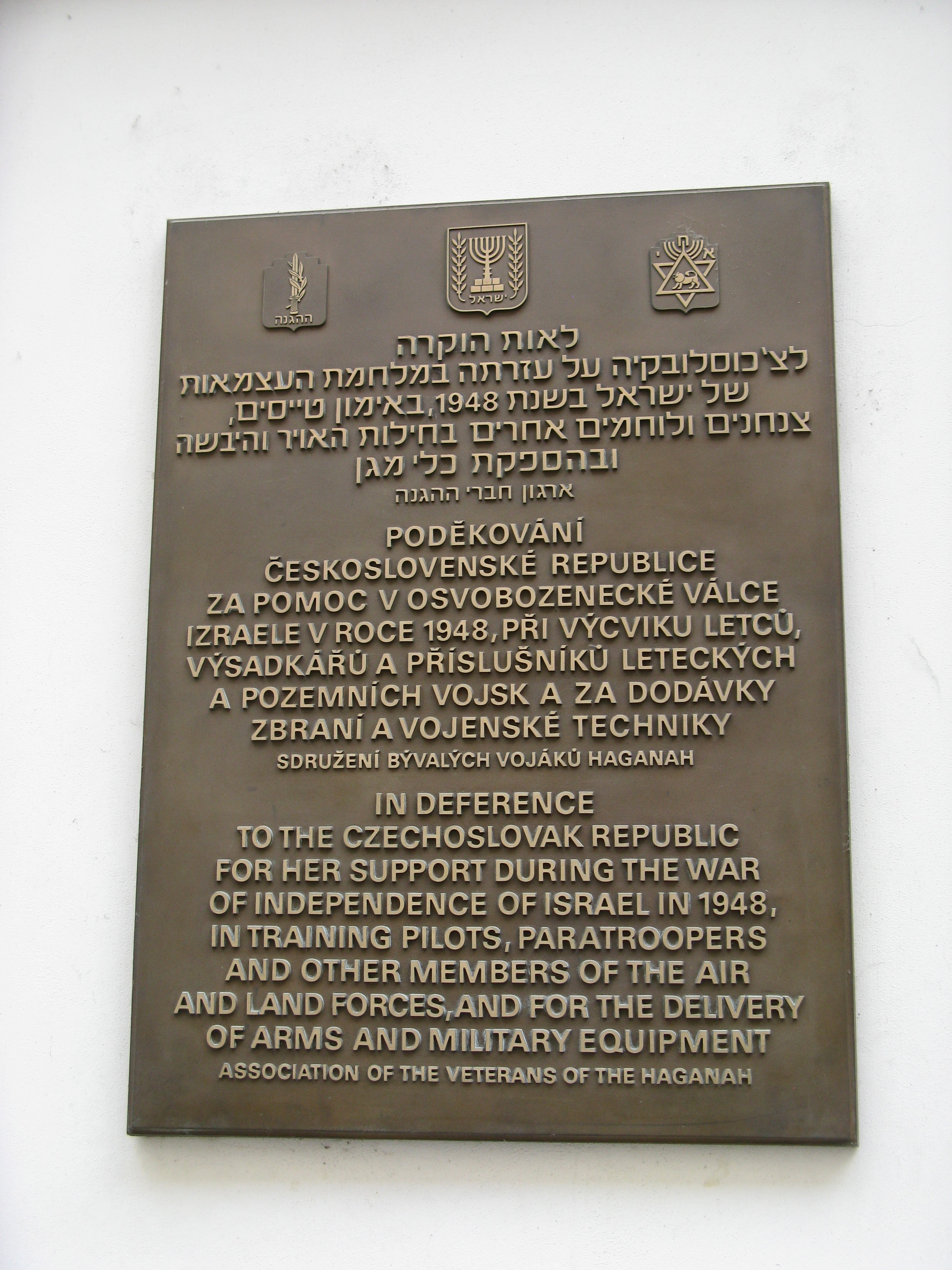
Jüdisches Denkmal für die Waffenlieferungen und für die Unterstützung Israels

Die tschechoslowakisch-israelischen Beziehungen waren von 1947 bis zur Auflösung der Dritten Republik gut. Von 1947 bis Anfang 1949 waren die tschechoslowakisch-israelischen Beziehungen zunächst ungetrübt. Im Rahmen der UNO unterstützte die Republik die Bildung eines jüdischen Staates in einem Teil von Palästina. Die Tschechoslowakei hatte großes Interesse an einem jüdischen Staat um der eigenen jüdischen Bevölkerung eine weitere Ausreisemöglichkeit zu bieten. Sie hoffte dieses Ziel mit der Errichtung eines jüdischen Staates zu erreichen und stimmte deshalb mit den USA am 29. Januar 1947 in der UN-Generalversammlung für die Teilung Palästinas. Die ČSR versorgte Israel mit Waffen (oben), leistete Wirtschaftshilfe und ermöglichte zahlreichen Juden die Einwanderung nach Israel. Die Begeisterung der tschechoslowakischen Juden für den neuen Staat Israel, die sich im September 1947 in einer Massenchampagne der Jüdischen Partei ausdrückte, wurde jedoch durch den Februarumsturz bald gedämpft.
1948 war die Tschechoslowakei zusätzlich eines der ersten Länder, das Israel anerkannte. Den Kampf um die Errichtung des Landes hatte Prag stark unterstützt.

### Brücke zwischen Ost und West

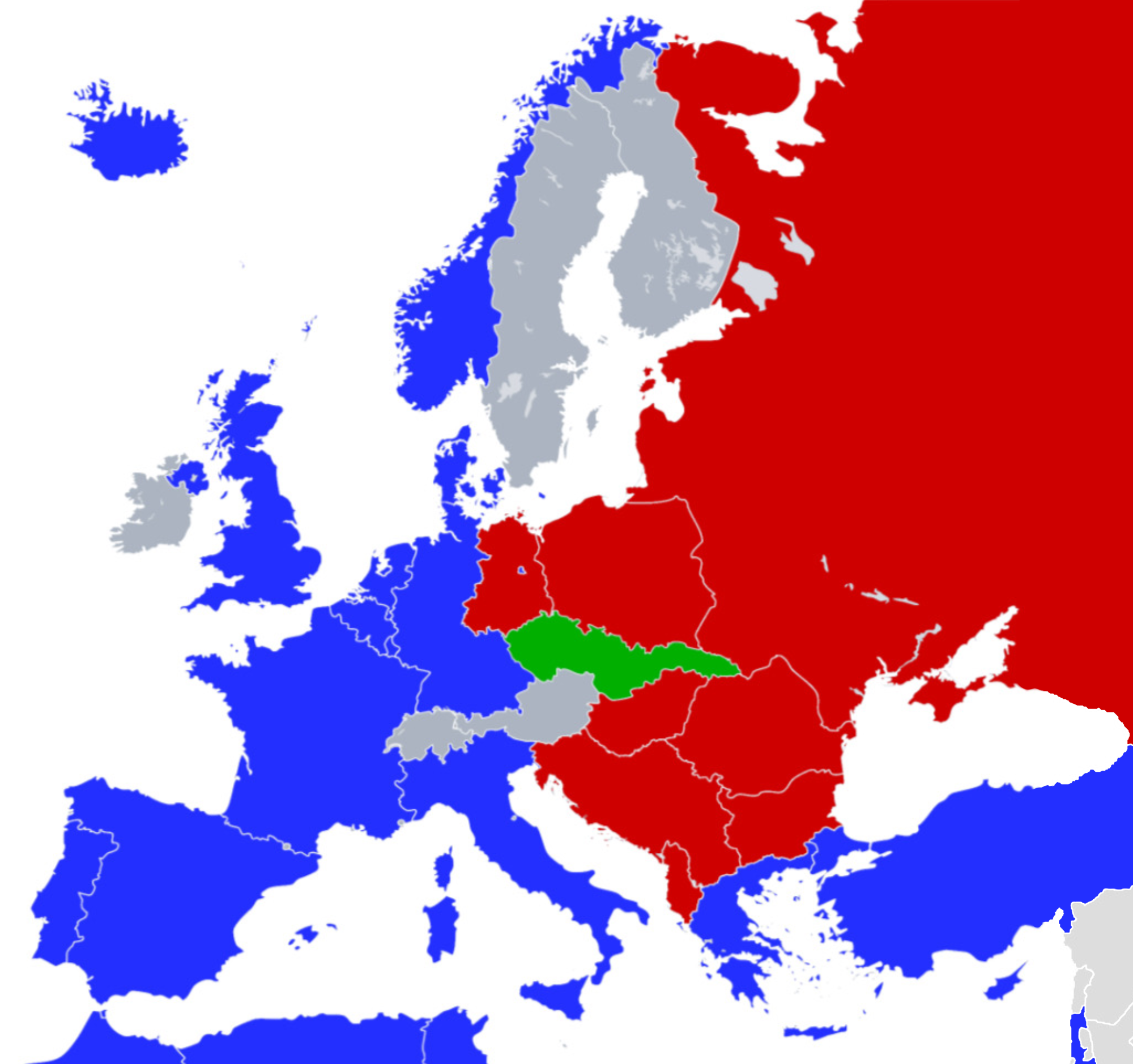
Karte der Tschechoslowakei als Brücke zwischen Ost und West (1948)

Obwohl die Tschechoslowakische Exilregierung am Ende des Zweiten Weltkriegs einen gewissen Ehrgeiz für die politische Idee einer Brücke zwischen Ost und West zeigte, um zwischen der UdSSR und den Westmächten neutral existieren zu können, zeigte die tschechoslowakische Bevölkerung – vor allem in der Karpatenukraine – eine pro-sowjetische Haltung. Gründe dafür waren die Enttäuschung durch das Münchner Abkommen, die Befreiung der Tschechoslowakei durch die Rote Armee und der sowjetisch-tschechoslowakische Bündnisvertrag von 1943. Stalin versprach 1944 gegenüber Beneš, sich nicht in die tschechoslowakische Innenpolitik einzumischen und gab so Jan Masaryk und anderen Politikern die Hoffnung, ihr politisches Ziel umzusetzen und auch durch Presse und Radio zu propagieren. Jedoch wurden zahlreiche Zugeständnisse an die Sowjetunion gemacht und die wachsende Macht der KSČ bedrohte die Politik Masaryks. Nach den Wahlen von 1946 war das Ziel nur noch bei einem Drittel der Bevölkerung populär und lediglich die Jüdische Partei der Tschechoslowakei zeigte sich als Förderin des Ziels einer Brücke zwischen West und Ost. Nach der Ablehnung des Marshallplans war dieses politische Ziel gescheitert und jede politische Erinnerung daran wurde spätestens 1948 von der KSČ eliminiert.

## Wirtschaft
Die tschechoslowakische Wirtschaft befand sich nach dem Zweiten Weltkrieg in einem vergleichsweise gutem Zustand. Mit Ausnahme einiger Luftangriffe wie auf die Škoda Werke in Pilsen blieb die Wirtschaft von Kriegszerstörungen weitgehend unberührt. Es gab Kapazitäten, Technologien sowie Fachleute. Die Dritte Republik wurde 1947 aufgrund einer direkten Anordnung aus Moskau gezwungen, den Marshallplan abzulehnen. Durch diesen Entscheid geriet der Staat in wirtschaftliche Probleme und musste Getreide und Kartoffeln von der Sowjetunion kaufen. Die tschechoslowakische Industrie begann sich darauf ebenfalls nach Osten zu orientieren und die Ära der sozialistischen Planung und der Fünfjahrespläne kam.
Trotzdem war zum Beispiel der Begriff „Bohemia Crystal“ in der Welt sehr gut bekannt. Die Glasindustrie, aber auch die Textil- und Chemieindustrie behielten sich während der Dritten Republik ein Spitzenniveau. Die Kriegsreparationen von Ungarn in der Höhe von 100.000.000 $ und die wirtschaftliche Hilfe aus dem Westen 1945/46 halfen ebenfalls.
Am 28. November 1945 begannen die ersten Verstaatlichungen, bis Ende 1947 wurden von der KSČ rund zwei Drittel der Banken und Unternehmen verstaatlicht. Es handelte sich hierbei um die größte Verstaatlichung der Nachkriegszeit.

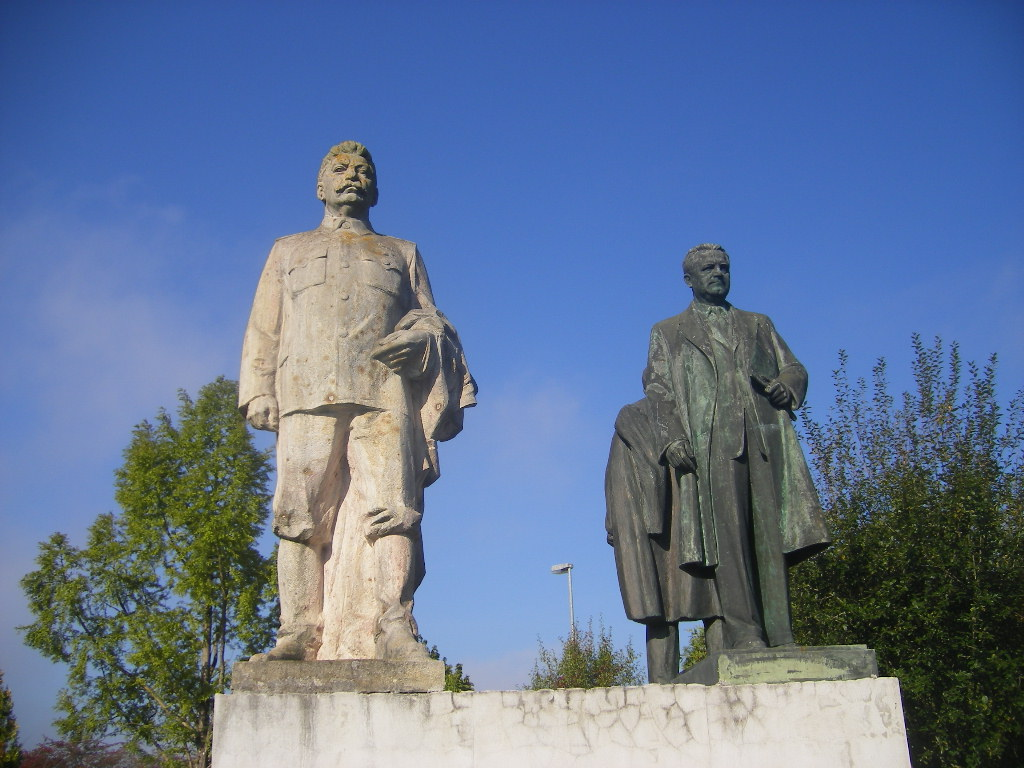
Ein Denkmal von Josef Stalin (links) und Klement Gottwald (rechts)
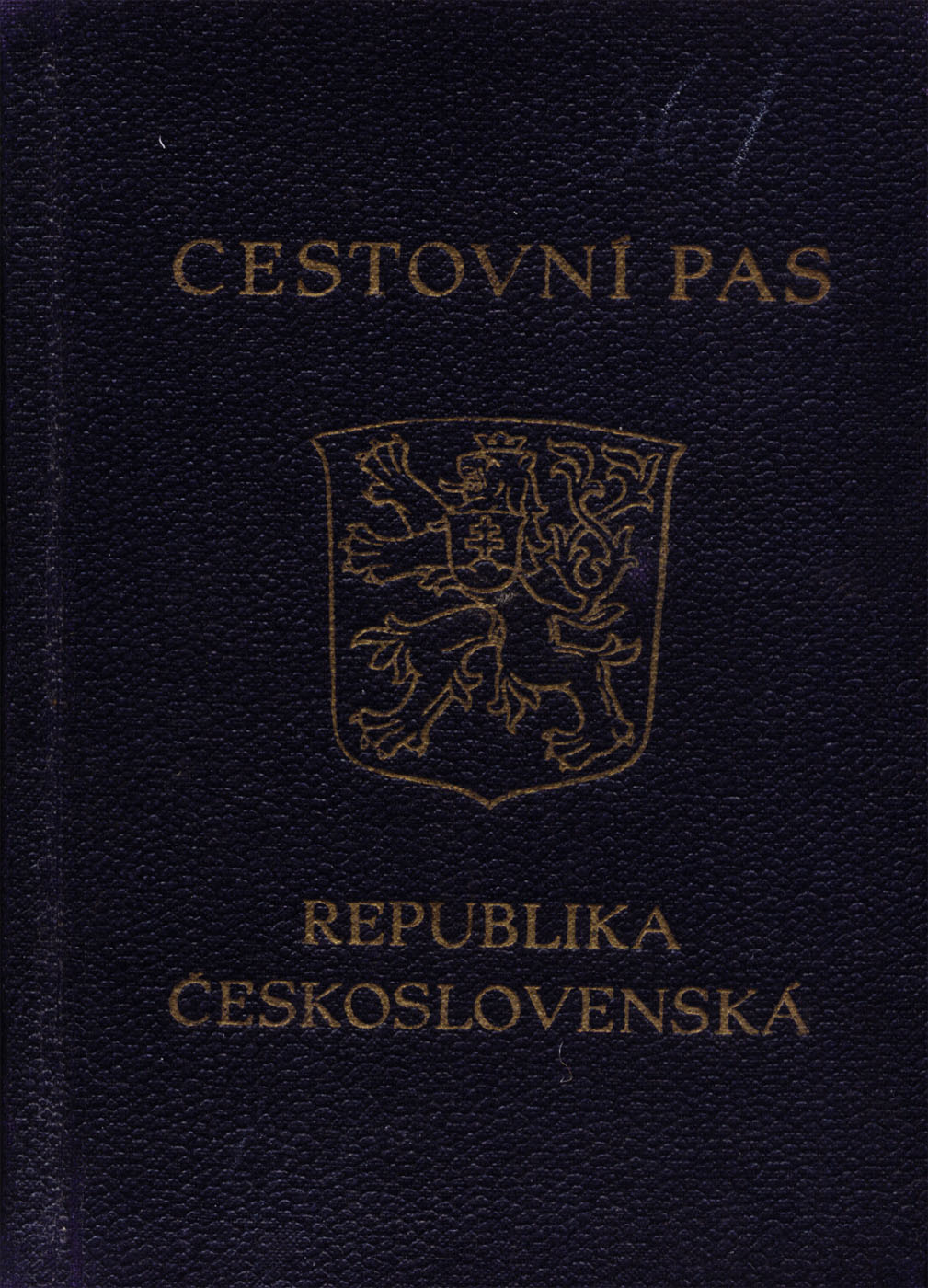
Pass, der in der Dritten Tschechoslowakischen Republik 1947 ausgestellt wurde
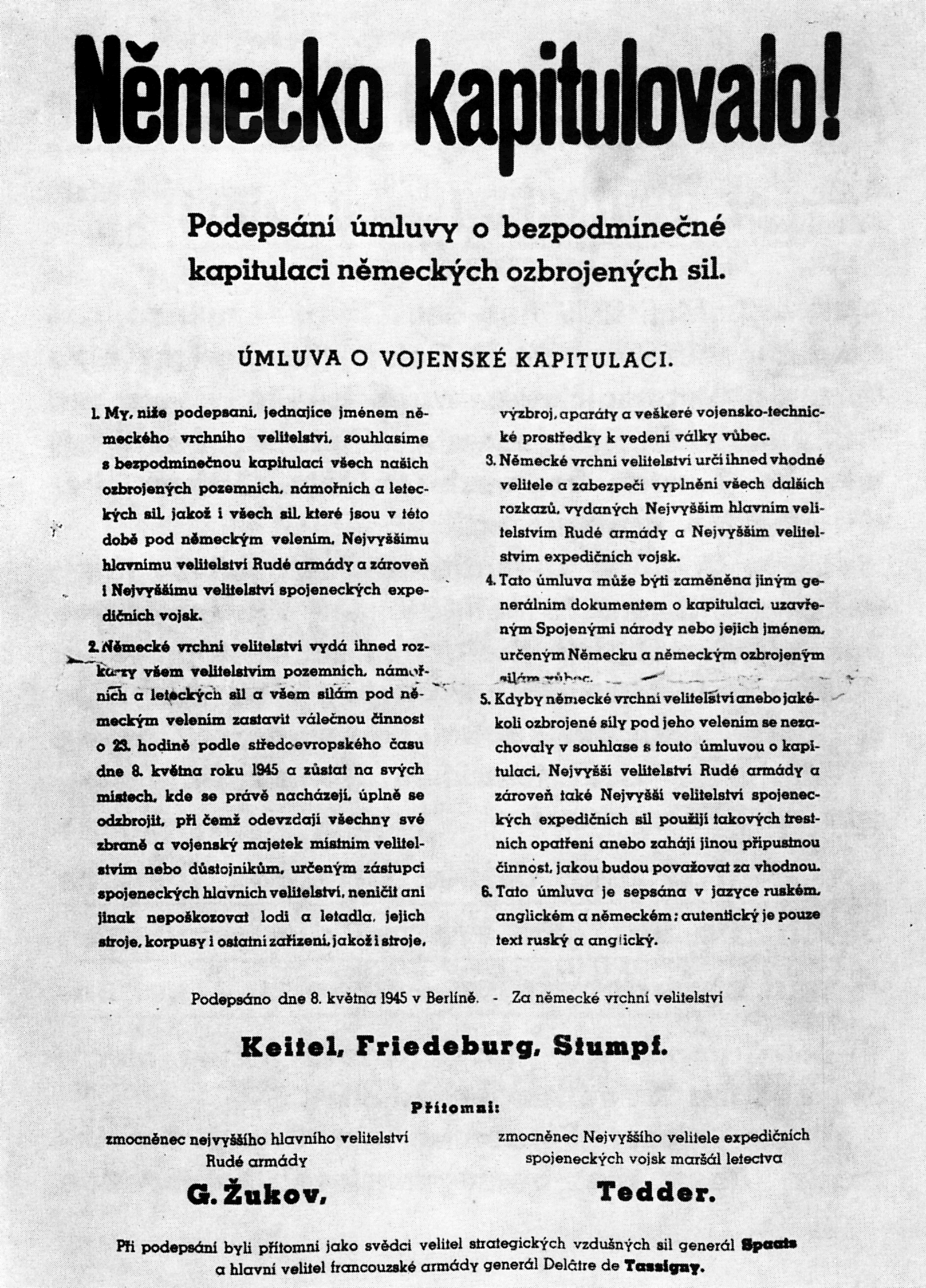
Nachricht der Deutschen Kapitulation am 9. Mai 1945